# Breaking the Girl
Breaking the Girl – ballada rockowa amerykańskiego zespołu Red Hot Chili Peppers, wydana w 1992 roku na singlu. Pochodzi z płyty Blood Sugar Sex Magik. Jest melodyczną i emocjonalną balladą, dotyczącą byłej dziewczyny Anthony’ego, Carmen Hawk.
Teledysk powstał w 1992 roku, a jego reżyserem był Stéphane Sednaoui, który był odpowiedzialny również za wideoklip do innej piosenki Red Hot Chili Peppers, „Give It Away”.
Piosenka została umieszczona na kompilacji ich największych hitów, jednak teledysk nie znalazł się na DVD.
W 2005 roku, brytyjski duet Turin Brakes nagrał cover tej piosenki, który można było usłyszeć na ich płycie The Red Moon EP.

## Lista utworów
CD (1991)
1. „Breaking The Girl (Edit)”
2. „Fela’s Cock”
3. „Suck My Kiss (Live)”
4. „I Could Have Lied (Live)”

CD (Wersja 2) (1991)
1. „Breaking The Girl (Edit)”
2. „Suck My Kiss (Live)”
3. „I Could Have Lied (Live)”

CD (Wersja 3) (1992)
1. „Breaking The Girl (Edit)”
2. „Fela’s Cock”
3. „Suck My Kiss (Live)”
4. „I Could Have Lied (Live)”

7" singel (1992)
1. „Breaking The Girl (Edit)”
2. „Fela’s Cock”

12" singel (1992)
1. „Breaking The Girl (Edit)”
2. „Fela’s Cock”
3. „Suck My Kiss (Live)”
4. „I Could Have Lied (Live)”